# Христо Бръзицов
Христо Димитров Бръзицов е български журналист и писател. Известен е и под псевдонимите Язека, Войдан, Бурян и други.

## Биография
Роден е в Цариград в семейството на видния дойранчанин Димитър Бръзицов. Учи дипломация в Свободния университет за политически и стопански науки в София (днес УНСС). Занимава се с журналистика и пише за вестниците „Кво да е“, „Македония“ (1932), „Българан“ (1932), „Камбана“ (1934), „Нови дни“ (1934), „Щурец“ (1936), „Нашенец“ (1941). Редактира списанията „Родна лира“, „Смях и сълзи“, „Нива“, „Аз знам всичко“. Бръзицов пише и проза – очерци, репортажи, фейлетони, интервюта. Работи в звенарския вестник „Изгрев“. След негативен коментар по повод поредните братоубийства между македонски дейци, протогеровисти и михайловисти, по улиците на София по него е стреляно предупредително, след което е извикан на разговор с Иван Михайлов в Пиринска Македония, който му заявява:
| „ | Ние вече сме наказали сърби, няма да простим и на българи. За нас всеки предател е небългарин… Литератори! Разни пундевци, баджовци… пишурки. И те ми били революционери! Революционери бяха Яворов, истински литератори, а не съглашатели с Београда. | “ |

Работи 15 години във вестник „Мир“, като през 1938 г. става главен редактор на мястото на Борис Вазов. В 1941 година оглавява проправителствения вестник „Днес“. Самият той заявява:
| „ | И ако все пак съм работил във вестник, който е поддържал политиката на правителството (което пък се бе свързало с германците), то беше защото в този политически момент тъкмо по тоя начин се провеждаше освобождението на моята истинска родина Македония и обединяването ѝ с майка България. | “ |

След Деветосептемврийския преврат през октомври 1944 година е арестуван. През 1945 година е изправен пред Народния съд, осъден е на доживотен затвор и прекарва осем години в затвора.
През 1957 година книгата му „Как ми се мярна Европа. Пътеписи и наблюдения“ (1939) е включена в Списъка на вредната литература.
През 1928 година се омъжва за оперната певица Катя Спиридонова. Имат две деца: Димитър и Александър, който е композитор на поп и джаз музика.

## Памет
На Христо Бързицов е наречена улица в квартал „Драгалевци“ в София (Карта).

## Творчество
- „Усмивки. Хумористични разкази“ (София, 1918, 31 с., илюстрации – Райко Алексиев)
- „Мъже и жени. Хумористични типове“ (София, 1920, 288 с., илюстрации – Стоян Венев)
- „По света (Пътешественически роман). Европа, Азия, Африка, Америка“ (София, 1922, 160 с., илюстрации – Минчо Никифоров)
- „Хумористична история на българите“ (София, 1928, 71 с.)
- „Смешникът на Симеон (Разказ)“ (София, 1929, 32 с.)
- „Руян (Разказ)“ (София, 1930, 31 с.)
- „В плен на дявола (Сатиро-хумористичен роман)“ (София, 1930, 112 с.)
- „Дневникът на един баща“ (София, 1936, 31 с.)
- „Как ми се мерна Европа. Пътеписи и наблюдения на един съвременник“ (София, 1939, 272 с.)
- „Женски дяволи. Съвременни разкази и драски“ (София, 1943, 32 с.)
- „Когато те говореха. Кратки интервюта с български писатели, артисти и композитори“ (т. I–II, София, 1942 – 1943)
- „Мои познайници. Хумористични разкази“ (София, 1943, 288 с.)
- „Някога в Цариград“ (1965, 1966 – второ допълнено издание)
- „Бащин край“, (Варна, 1968)
- „Во Прилепа града“ (Варна, 1968)
- „Някога в София“ (1970)
- „Спомени на едно момче“ (1971)
- „Екзарх Йосиф I“ (1973)
- „Български книгоиздатели“ (1976)
- „При големи хора по халат и чехли“ (1976)
- „Далечни спомени за близки хора“ (1979)
- „София разказва“ (1979)
- „3000 нощи в затвора“ (1992 посмъртно)

## Родословие
|                                |                                |                                |                                |                                   |                                |  |  |                                |                                |                                |                                |                                |                                |  |  |  |  |  |  |  |  |  |  |  |  |
| Христо Бръзицов                | Христо Бръзицов                | Христо Бръзицов                | Христо Бръзицов                | Христо Бръзицов                   | Христо Бръзицов                |  |  | Анастасия Бръзицова            | Анастасия Бръзицова            | Анастасия Бръзицова            | Анастасия Бръзицова            | Анастасия Бръзицова            | Анастасия Бръзицова            |  |  |  |  |  |  |  |  |  |  |  |  |
| Христо Бръзицов                | Христо Бръзицов                | Христо Бръзицов                | Христо Бръзицов                | Христо Бръзицов                   | Христо Бръзицов                |  |  | Анастасия Бръзицова            | Анастасия Бръзицова            | Анастасия Бръзицова            | Анастасия Бръзицова            | Анастасия Бръзицова            | Анастасия Бръзицова            |  |  |  |  |  |  |  |  |  |  |  |  |
|                                |                                |                                |                                |                                   |                                |  |  |                                |                                |                                |                                |                                |                                |  |  |  |  |  |  |  |  |  |  |  |  |
|                                |                                |                                |                                |                                   |                                |  |  |                                |                                |                                |                                |                                |                                |  |  |  |  |  |  |  |  |  |  |  |  |
| Никола Бръзицов (1873 – ?)     | Никола Бръзицов (1873 – ?)     | Никола Бръзицов (1873 – ?)     | Никола Бръзицов (1873 – ?)     | Никола Бръзицов (1873 – ?)        | Никола Бръзицов (1873 – ?)     |  |  | Димитър Бръзицов (1859 – 1931) | Димитър Бръзицов (1859 – 1931) | Димитър Бръзицов (1859 – 1931) | Димитър Бръзицов (1859 – 1931) | Димитър Бръзицов (1859 – 1931) | Димитър Бръзицов (1859 – 1931) |  |  |  |  |  |  |  |  |  |  |  |  |
| Никола Бръзицов (1873 – ?)     | Никола Бръзицов (1873 – ?)     | Никола Бръзицов (1873 – ?)     | Никола Бръзицов (1873 – ?)     | Никола Бръзицов (1873 – ?)        | Никола Бръзицов (1873 – ?)     |  |  | Димитър Бръзицов (1859 – 1931) | Димитър Бръзицов (1859 – 1931) | Димитър Бръзицов (1859 – 1931) | Димитър Бръзицов (1859 – 1931) | Димитър Бръзицов (1859 – 1931) | Димитър Бръзицов (1859 – 1931) |  |  |  |  |  |  |  |  |  |  |  |  |
| Катя Спиридонова (1902 – 1993) | Катя Спиридонова (1902 – 1993) | Катя Спиридонова (1902 – 1993) | Катя Спиридонова (1902 – 1993) | Катя Спиридонова (1902 – 1993)    | Катя Спиридонова (1902 – 1993) |  |  | Христо Бръзицов (1901 – 1980)  | Христо Бръзицов (1901 – 1980)  | Христо Бръзицов (1901 – 1980)  | Христо Бръзицов (1901 – 1980)  | Христо Бръзицов (1901 – 1980)  | Христо Бръзицов (1901 – 1980)  |  |  |  |  |  |  |  |  |  |  |  |  |
| Катя Спиридонова (1902 – 1993) | Катя Спиридонова (1902 – 1993) | Катя Спиридонова (1902 – 1993) | Катя Спиридонова (1902 – 1993) | Катя Спиридонова (1902 – 1993)    | Катя Спиридонова (1902 – 1993) |  |  | Христо Бръзицов (1901 – 1980)  | Христо Бръзицов (1901 – 1980)  | Христо Бръзицов (1901 – 1980)  | Христо Бръзицов (1901 – 1980)  | Христо Бръзицов (1901 – 1980)  | Христо Бръзицов (1901 – 1980)  |  |  |  |  |  |  |  |  |  |  |  |  |
|                                |                                |                                |                                |                                   |                                |  |  |                                |                                |                                |                                |                                |                                |  |  |  |  |  |  |  |  |  |  |  |  |
|                                |                                |                                |                                | Александър Бръзицов (1943 – 2016) |                                |  |  |                                |                                |                                |                                |                                |                                |  |  |  |  |  |  |  |  |  |  |  |  |
|                                |                                |                                |                                |                                   |                                |  |  |                                |                                |                                |                                |                                |                                |  |  |  |  |  |  |  |  |  |  |  |  |
|                                |                                |                                |                                | Марио Бръзицов                    |                                |  |  |                                |                                |                                |                                |                                |                                |  |  |  |  |  |  |  |  |  |  |  |  |